# 蒂莫希内
49°40′34″N 38°48′10″E / 49.67611°N 38.80278°E
蒂莫希內（烏克蘭語：Тимошине）是位於烏克蘭東部的村莊，由盧甘斯克州斯瓦托韋區的比洛庫拉基內市鎮負責管轄。該村始建於1947年，面積3.18平方公里，海拔高度157米，2001年人口326，人口密度每平方公里110.4人。